# Orègue
Orègue (en basque: Oragarre) est une commune française située dans le département des Pyrénées-Atlantiques, en région Nouvelle-Aquitaine.
Le gentilé est Oragartar.

## Géographie

### Localisation
La commune d'Orègue se trouve dans le département des Pyrénées-Atlantiques, en région Nouvelle-Aquitaine.
Elle se situe à 96 km par la route de Pau, préfecture du département, à 44 km de Bayonne, sous-préfecture, et à 13 km de Saint-Palais, bureau centralisateur du canton du Pays de Bidache, Amikuze et Ostibarre dont dépend la commune depuis 2015 pour les élections départementales.
La commune fait en outre partie du bassin de vie de Saint-Palais.
Les communes les plus proches sont : 
Arraute-Charritte (2,4 km), Masparraute (3,4 km), Amorots-Succos (3,7 km), Béguios (5,5 km), Labets-Biscay (6,4 km), Isturits (6,5 km), Méharin (6,8 km), Bergouey-Viellenave (7,1 km).
Sur le plan historique et culturel, Orègue fait partie de la province de la Basse-Navarre, un des sept territoires composant le Pays basque,. La Basse-Navarre en est la province la plus variée en ce qui concerne son patrimoine, mais aussi la plus complexe du fait de son morcellement géographique. Depuis 1999, l'Académie de la langue basque ou Euskalzaindia divise la Basse-Navarre en six zones,. La commune est dans le pays de Mixe (Amikuze), au nord-est de ce territoire.

### Communes limitrophes
Les communes limitrophes sont  Amorots-Succos, Arraute-Charritte, Ayherre, Bardos, Bidache, Isturits, La Bastide-Clairence, Méharin et Saint-Martin-d'Arberoue.
| La Bastide-Clairence    | Bardos                       | Bidache           |
| Ayherre, Isturits       | Orègue                       | Arraute-Charritte |
| Saint-Martin-d'Arberoue | Méharin (par un quadripoint) | Amorots-Succos    |

### Hydrographie

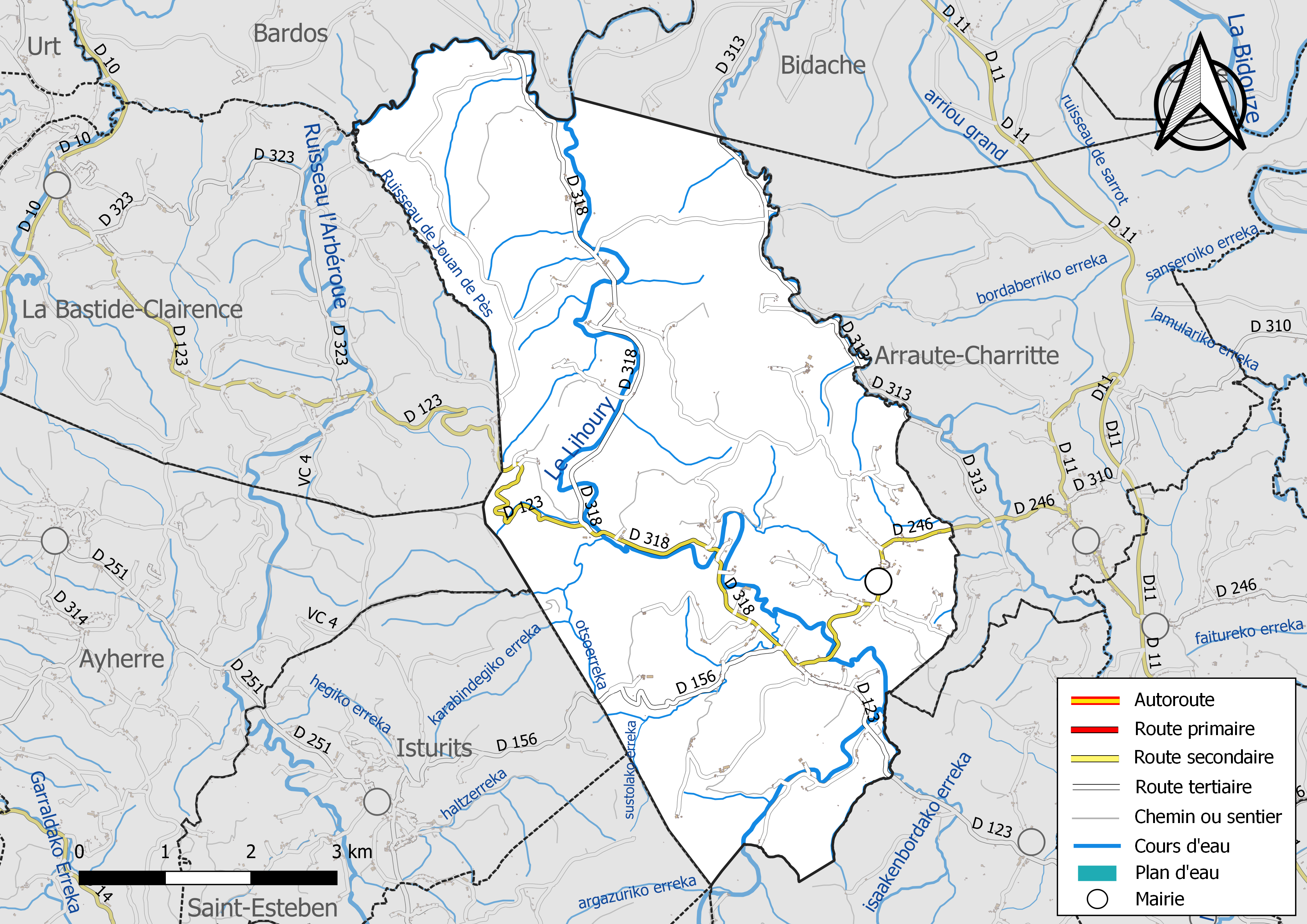
Réseaux hydrographique et routier d'Orègue.

La commune est drainée par le Lihoury, l'Arbéroue, l'Aphatarena, Isaakenbordako erreka, Bordaberriko erreka, Karabindegiko erreka, Otsoerreka, le ruisseau de Jouan de Pès, Sustolako erreka, et par divers petits cours d'eau, constituant un réseau hydrographique de 55 km de longueur totale,.
Le Lihoury, d'une longueur totale de 45,7 km, prend sa source dans la commune d'Iholdy et s'écoule du sud vers le nord. Il traverse la commune et se jette dans la Bidouze à Came, après avoir traversé 8 communes.
L'Arbéroue, d'une longueur totale de 27,3 km, prend sa source dans la commune d'Hélette et s'écoule du sud vers le nord. Il traverse la commune et se jette dans le Lihoury sur le territoire communal, après avoir traversé 8 communes.
L'Aphatarena, d'une longueur totale de 16,9 km, prend sa source dans la commune de Béguios et s'écoule du sud-est vers le nord-ouest. Il traverse la commune et se jette dans Le Lihour] à Bidache, après avoir traversé 6 communes.

### Climat
Pour des articles plus généraux, voir Climat de la Nouvelle-Aquitaine et Climat des Pyrénées-Atlantiques.
Historiquement, la commune est exposée à un micro climat océanique basque.  
En 2020, Météo-France publie une typologie des climats de la France métropolitaine dans laquelle la commune est exposée à un climat de montagne et est dans la région climatique Pyrénées atlantiques, caractérisée par une pluviométrie élevée (>1 200 mm/an) en toutes saisons, des hivers très doux (7,5 °C en plaine) et des vents faibles.
Pour la période 1971-2000, la température annuelle moyenne est de 13,8 °C, avec une amplitude thermique annuelle de 13,4 °C. Le cumul annuel moyen de précipitations est de 1 428 mm, avec 12,5 jours de précipitations en janvier et 8,6 jours en juillet. Pour la période 1991-2020, la température moyenne annuelle observée sur la station météorologique la plus proche, située sur la commune de Bidache à 10 km à vol d'oiseau, est de 14,5 °C et le cumul annuel moyen de précipitations est de 1 455,6 mm,. Pour l'avenir, les paramètres climatiques de la commune estimés pour 2050 selon différents scénarios d’émission de gaz à effet de serre sont consultables sur un site dédié publié par Météo-France en novembre 2022.

### Milieux naturels et biodiversité

#### Réseau Natura 2000
Le réseau Natura 2000 est un réseau écologique européen de sites naturels d'intérêt écologique élaboré à partir des Directives « Habitats » et « Oiseaux », constitué de zones spéciales de conservation (ZSC) et de zones de protection spéciale (ZPS).
Un site Natura 2000 a été défini sur la commune au titre de la « directive Habitats » : « la Bidouze (cours d'eau) », d'une superficie de 2 570 ha, un vaste réseau hydrographique drainant les coteaux du Pays basque,.

#### Zones naturelles d'intérêt écologique, faunistique et floristique
L’inventaire des zones naturelles d'intérêt écologique, faunistique et floristique (ZNIEFF) a pour objectif de réaliser une couverture des zones les plus intéressantes sur le plan écologique, essentiellement dans la perspective d’améliorer la connaissance du patrimoine naturel national et de fournir aux différents décideurs un outil d’aide à la prise en compte de l’environnement dans l’aménagement du territoire.
Deux ZNIEFF de type 2 sont recensées sur la commune, : 
- le « bois de Mixe » (896,92 ha), couvrant 3 communes du département[27] ;
- les « landes, bois et prairies du Pays de Mixe » (1 739,31 ha), couvrant 9 communes du département[28].

## Urbanisme

### Typologie
Au 1er janvier 2024, Orègue est catégorisée commune rurale à habitat très dispersé, selon la nouvelle grille communale de densité à sept niveaux définie par l'Insee en 2022.
Elle est située hors unité urbaine et hors attraction des villes,.

### Occupation des sols

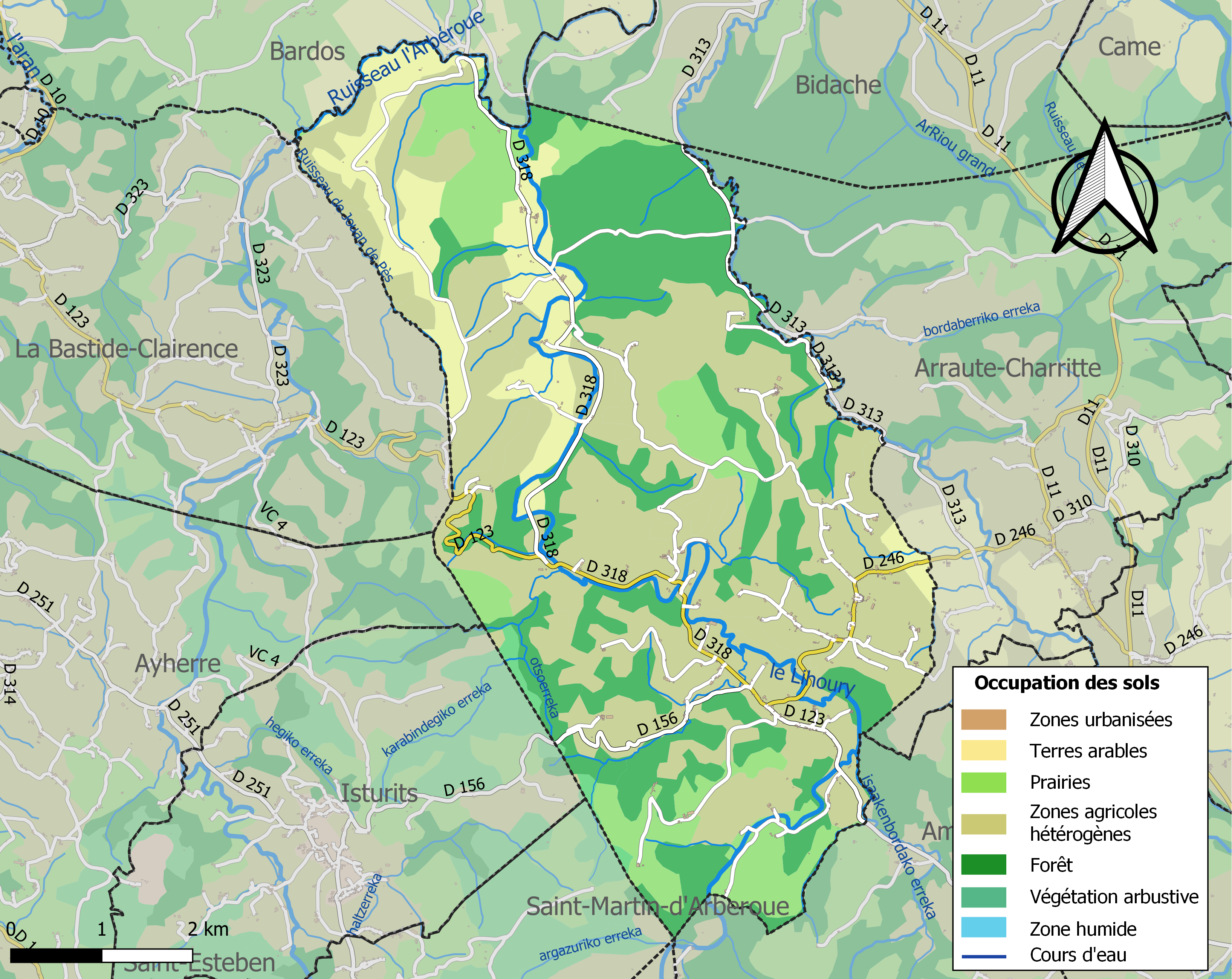
Carte des infrastructures et de l'occupation des sols de la commune en 2018 (CLC).

L'occupation des sols de la commune, telle qu'elle ressort de la base de données européenne d’occupation biophysique des sols Corine Land Cover (CLC), est marquée par l'importance des territoires agricoles (72 % en 2018), en augmentation par rapport à 1990 (63,6 %). La répartition détaillée en 2018 est la suivante : 
zones agricoles hétérogènes (49,5 %), forêts (27,4 %), prairies (12,1 %), terres arables (10,4 %), milieux à végétation arbustive et/ou herbacée (0,7 %). L'évolution de l’occupation des sols de la commune et de ses infrastructures peut être observée sur les différentes représentations cartographiques du territoire : la carte de Cassini (XVIIIe siècle), la carte d'état-major (1820-1866) et les cartes ou photos aériennes de l'IGN pour la période actuelle (1950 à aujourd'hui).

### Lieux-dits et hameaux
- Afrique ;
- Alcharberry ;
- Bidartéa ;
- Borda ;
- Etcheberria ;
- Etchebers ;
- Jélosborda ;
- Suhigarayborda ;
- Urrutia ;
- Zapatendeyborda.

### Voies de communication et transports

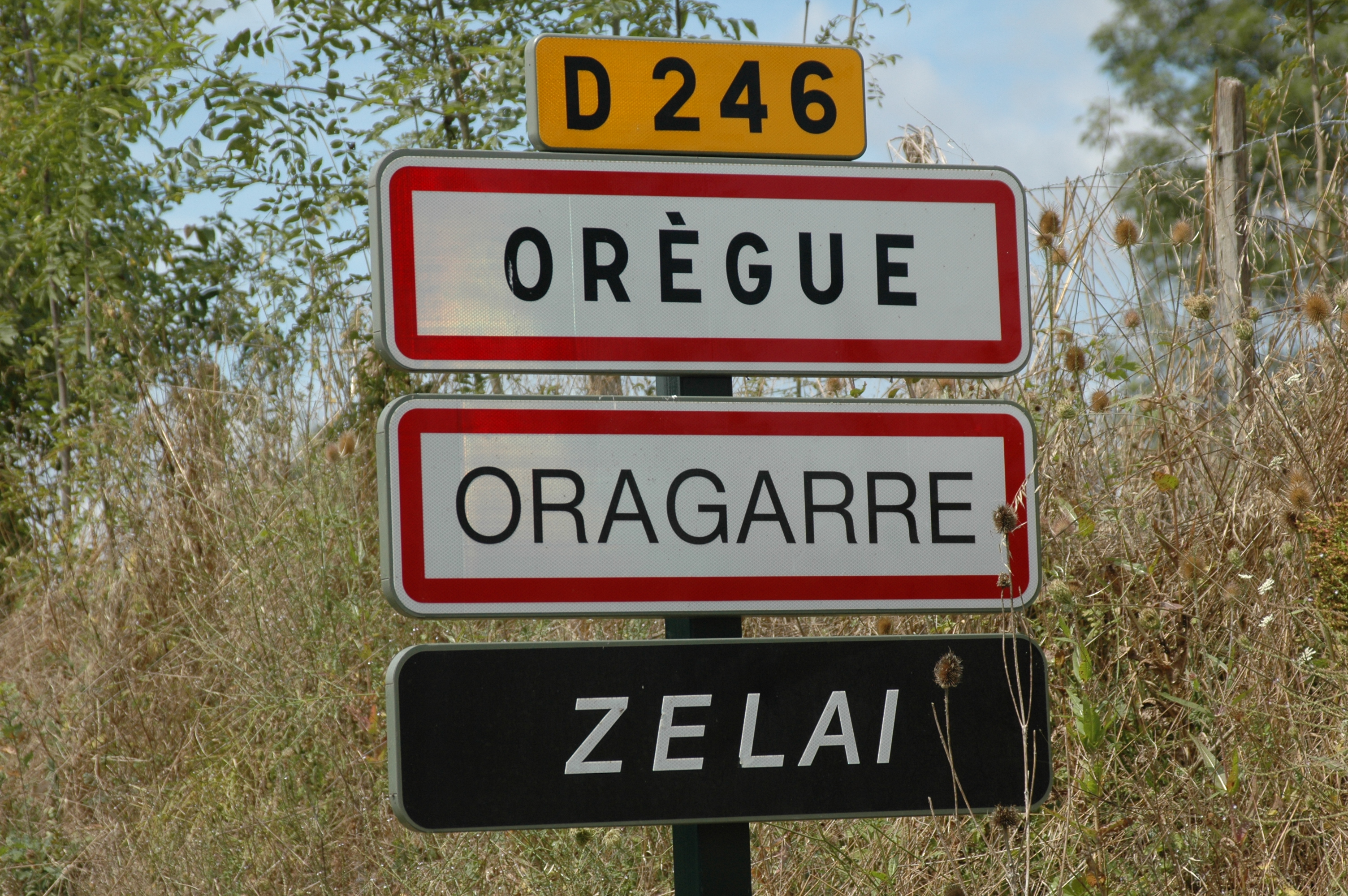
Panneau sur la D 246.

Orègue est desservie par les routes départementales D 123, D 156, D 246 et D 313.

### Risques majeurs
Le territoire de la commune d'Orègue est vulnérable à différents aléas naturels : météorologiques (tempête, orage, neige, grand froid, canicule ou sécheresse), inondations, feux de forêts et séisme (sismicité modérée). Un site publié par le BRGM permet d'évaluer simplement et rapidement les risques d'un bien localisé soit par son adresse soit par le numéro de sa parcelle.
Certaines parties du territoire communal sont susceptibles d’être affectées par le risque d’inondation par une crue torrentielle ou à montée rapide de cours d'eau, notamment le Lihoury, l'Arbéroue et l'Apatharena. La commune a été reconnue en état de catastrophe naturelle au titre des dommages causés par les inondations et coulées de boue survenues en 1982, 1983, 2009 et 2014,.
Orègue est exposée au risque de feu de forêt. En 2020, le premier plan de protection des forêts contre les incendies (PDPFCI) a été adopté pour la période 2020-2030. La réglementation des usages du feu à l’air libre et les obligations légales de débroussaillement dans le département des Pyrénées-Atlantiques font l'objet d'une consultation de public ouverte du 16 septembre au 7 octobre 2022,.

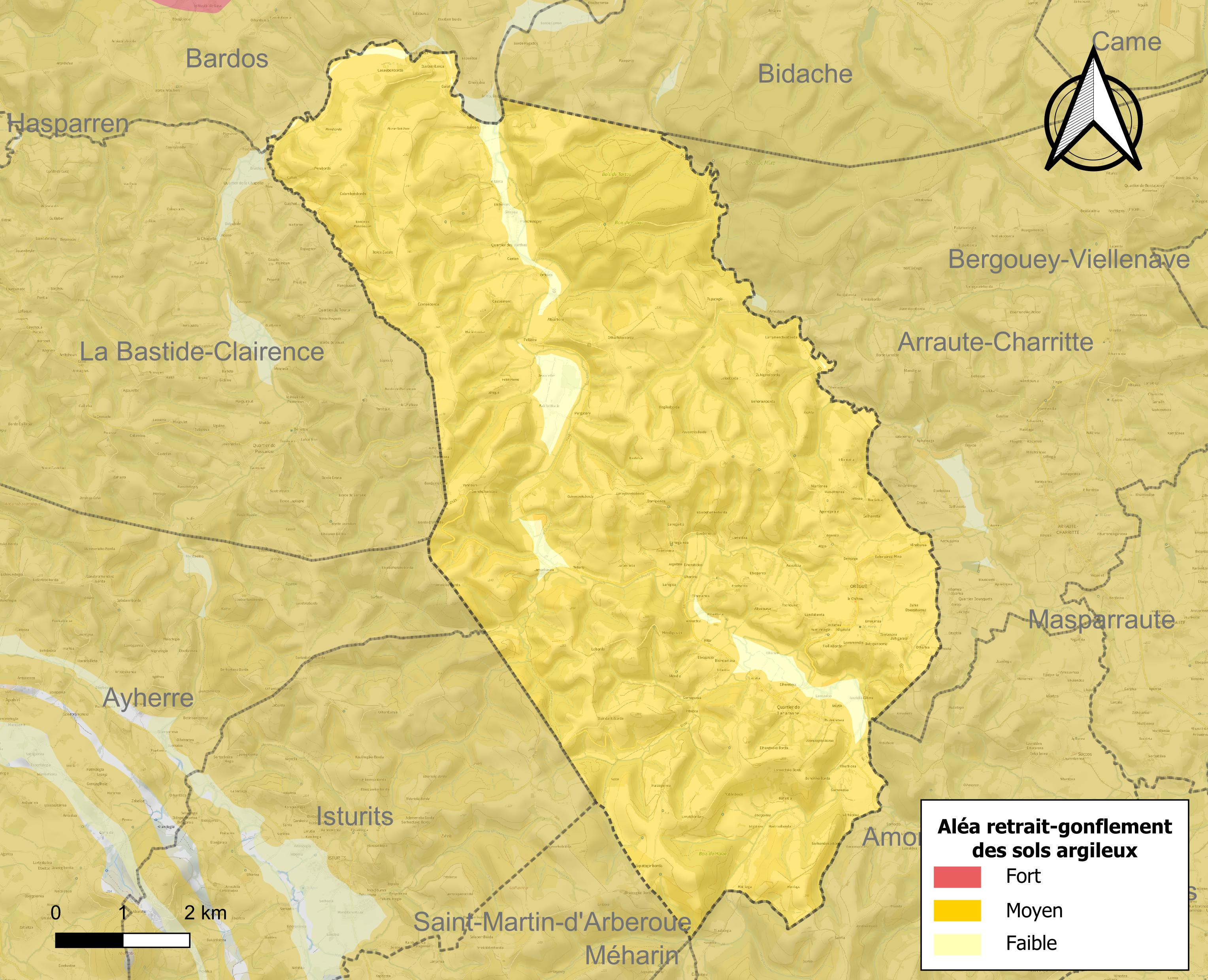
Carte des zones d'aléa retrait-gonflement des sols argileux d'Orègue.

Le retrait-gonflement des sols argileux est susceptible d'engendrer des dommages importants aux bâtiments en cas d’alternance de périodes de sécheresse et de pluie. 96,6 % de la superficie communale est en aléa moyen ou fort (59 % au niveau départemental et 48,5 % au niveau national). Depuis le 1er octobre 2020, en application de la loi ELAN, différentes contraintes s'imposent aux vendeurs, maîtres d'ouvrages ou constructeurs de biens situés dans une zone classée en aléa moyen ou fort,.

## Toponymie
Mentions anciennes
Le toponyme Orègue apparaît sous les formes Sanctus Johannes de Oleger (1160), Oreguer (1268), Orreguer (1316), Oreger (1350), Oreguer (1413), Oregay (1513, titres de Pampelune), Oregar (1621, Martin Biscay) et Oreguer (1665, États de Navarre).
Jean-Baptiste Orpustan indique qu'Orègue signifie « lieu exposé, en vue ».
Graphie basque
Son nom basque actuel est Oragarre.
Au XIXe siècle, Paul Raymond indique la forme Orabarre.

## Politique et administration

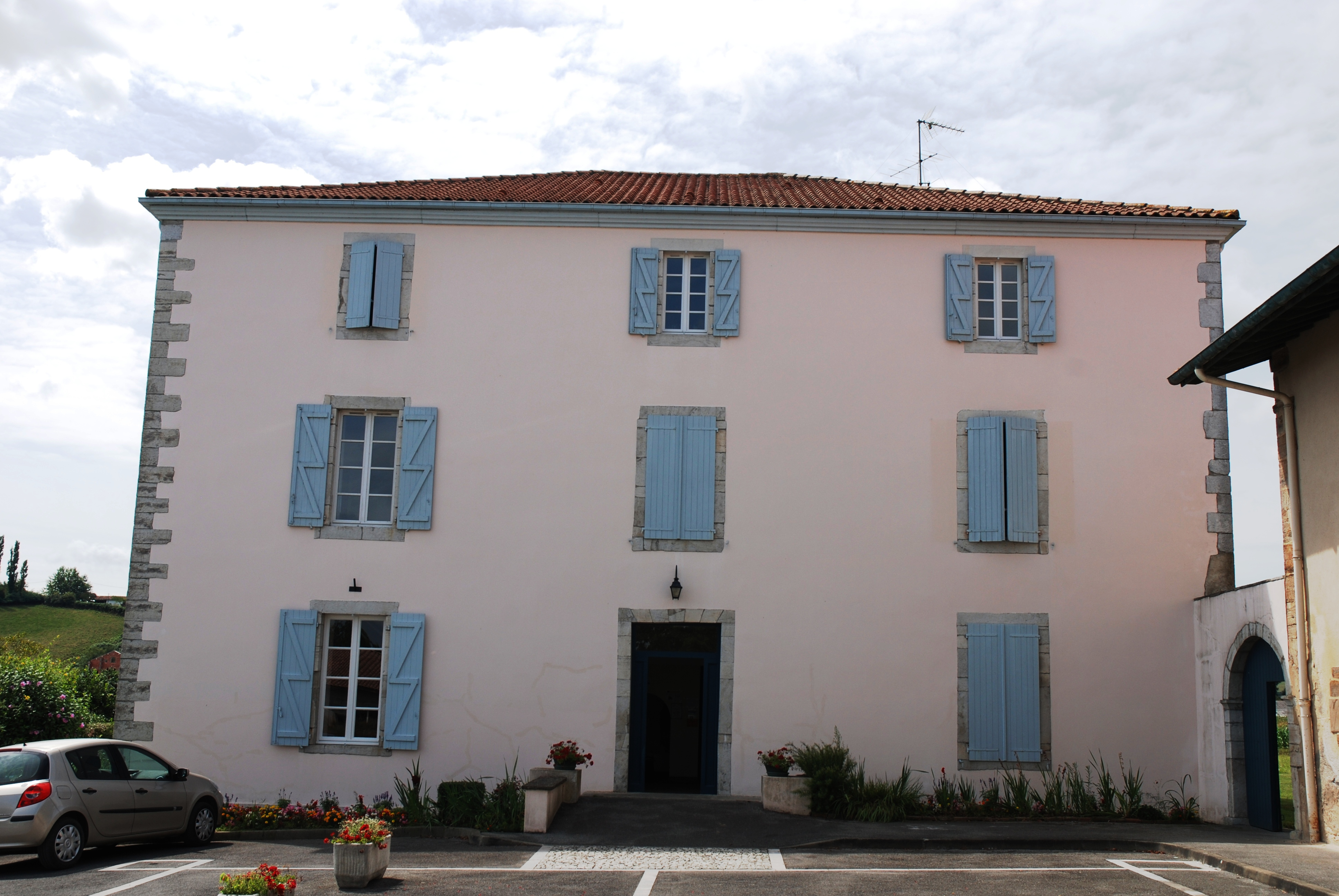
La mairie.

| Période                                  | Période  | Identité          | Étiquette | Qualité |
| ---------------------------------------- | -------- | ----------------- | --------- | ------- |
| Les données manquantes sont à compléter. |          |                   |           |         |
| 1989                                     | 1995     | Thérèse Dachary   |           |         |
| 1995                                     | 2001     | André Caset       |           |         |
| 2001                                     | 2020     | Jean-Michel Camou |           |         |
| 2020                                     | En cours | Pascal Dantiacq   |           |         |

### Intercommunalité
La commune appartient à neuf structures intercommunales :
- la communauté d'agglomération du Pays Basque ;
- le syndicat AEP de l'Arberoue ;
- le syndicat AEP du pays de Mixe ;
- le syndicat d’énergie des Pyrénées-Atlantiques ;
- le syndicat intercommunal pour la réalisation d'une maison de retraite dans la vallée de l'Arberoue ;
- le syndicat intercommunal pour le fonctionnement des écoles d'Amikuze ;
- le syndicat intercommunal pour le soutien à la culture basque ;
- le syndicat mixte erreka Berriak ;
- le syndicat regroupement pédagogique d'Amorots-Succos, Arraute-Charritte, Béguios, Masparraute et Orègue.

## Population et société

### Démographie
En 1350, 16 feux sont signalés à Orègue.
Le recensement à caractère fiscal de 1412-1413, réalisé sur ordre de Charles III de Navarre, comparé à celui de 1551 des hommes et des armes qui sont dans le présent royaume de Navarre d'en deçà les ports, révèle une démographie en forte croissance. Le premier indique à Orègue la présence de 11 feux, le second de 45 (43 + 2 feux secondaires).
Le recensement de la population de Basse-Navarre de 1695 dénombre 113 feux à Orègue.
L'évolution du nombre d'habitants est connue à travers les recensements de la population effectués dans la commune depuis 1793. Pour les communes de moins de 10 000 habitants, une enquête de recensement portant sur toute la population est réalisée tous les cinq ans, les populations de référence des années intermédiaires étant quant à elles estimées par interpolation ou extrapolation. Pour la commune, le premier recensement exhaustif entrant dans le cadre du nouveau dispositif a été réalisé en 2007.

En 2022, la commune comptait 517 habitants, en évolution de +6,82 % par rapport à 2016 (Pyrénées-Atlantiques : +3,78 %, France hors Mayotte : +2,11 %).
| 1793 | 1800 | 1806 | 1821  | 1831 | 1836  | 1841 | 1846  | 1851  |
| ---- | ---- | ---- | ----- | ---- | ----- | ---- | ----- | ----- |
| 958  | 934  | 962  | 1 007 | 970  | 1 005 | 968  | 1 070 | 1 053 |

| 1856  | 1861  | 1866 | 1872 | 1876 | 1881 | 1886 | 1891 | 1896 |
| ----- | ----- | ---- | ---- | ---- | ---- | ---- | ---- | ---- |
| 1 001 | 1 000 | 939  | 934  | 928  | 923  | 909  | 901  | 884  |

| 1901 | 1906 | 1911 | 1921 | 1926 | 1931 | 1936 | 1946 | 1954 |
| ---- | ---- | ---- | ---- | ---- | ---- | ---- | ---- | ---- |
| 881  | 888  | 881  | 901  | 831  | 774  | 784  | 726  | 657  |

| 1962 | 1968 | 1975 | 1982 | 1990 | 1999 | 2006 | 2007 | 2012 |
| ---- | ---- | ---- | ---- | ---- | ---- | ---- | ---- | ---- |
| 651  | 596  | 523  | 484  | 500  | 516  | 484  | 479  | 474  |

| 2017 | 2022 | - | - | - | - | - | - | - |
| ---- | ---- | - | - | - | - | - | - | - |
| 485  | 517  | - | - | - | - | - | - | - |

## Économie
La commune fait partie de la zone d'appellation de l'ossau-iraty.

## Culture locale et patrimoine

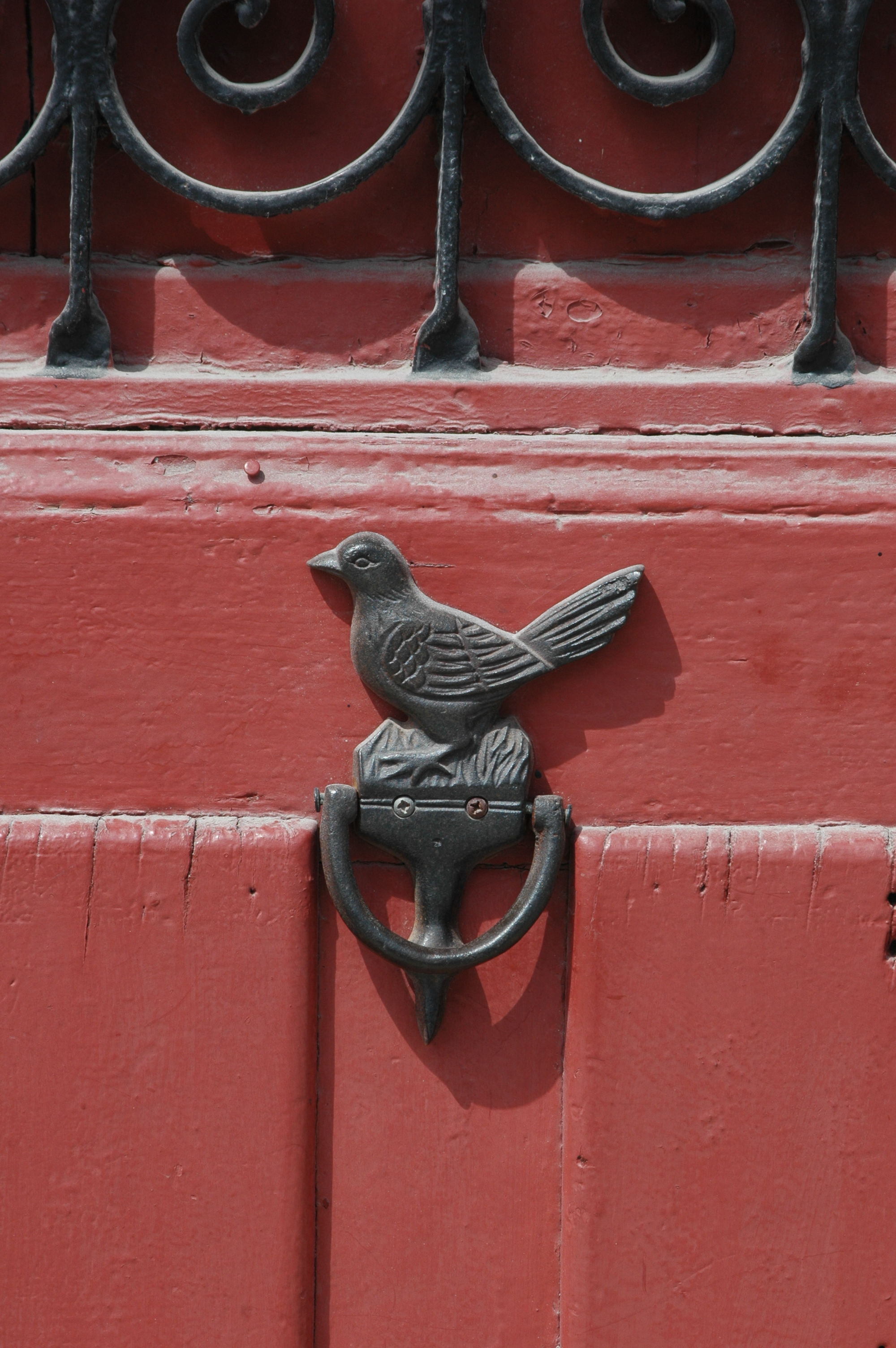
Heurtoir à Orègue.

### Patrimoine civil
- Les passerelles de l'Aphatarena, dans le bois de Mixe à l'est de la commune : un lieu de promenade familiale sur les rives du ruisseau, agrémenté d'un gué aménagé, de passerelles et de ponts de bois.

Les passerelles de l'Aphatarena
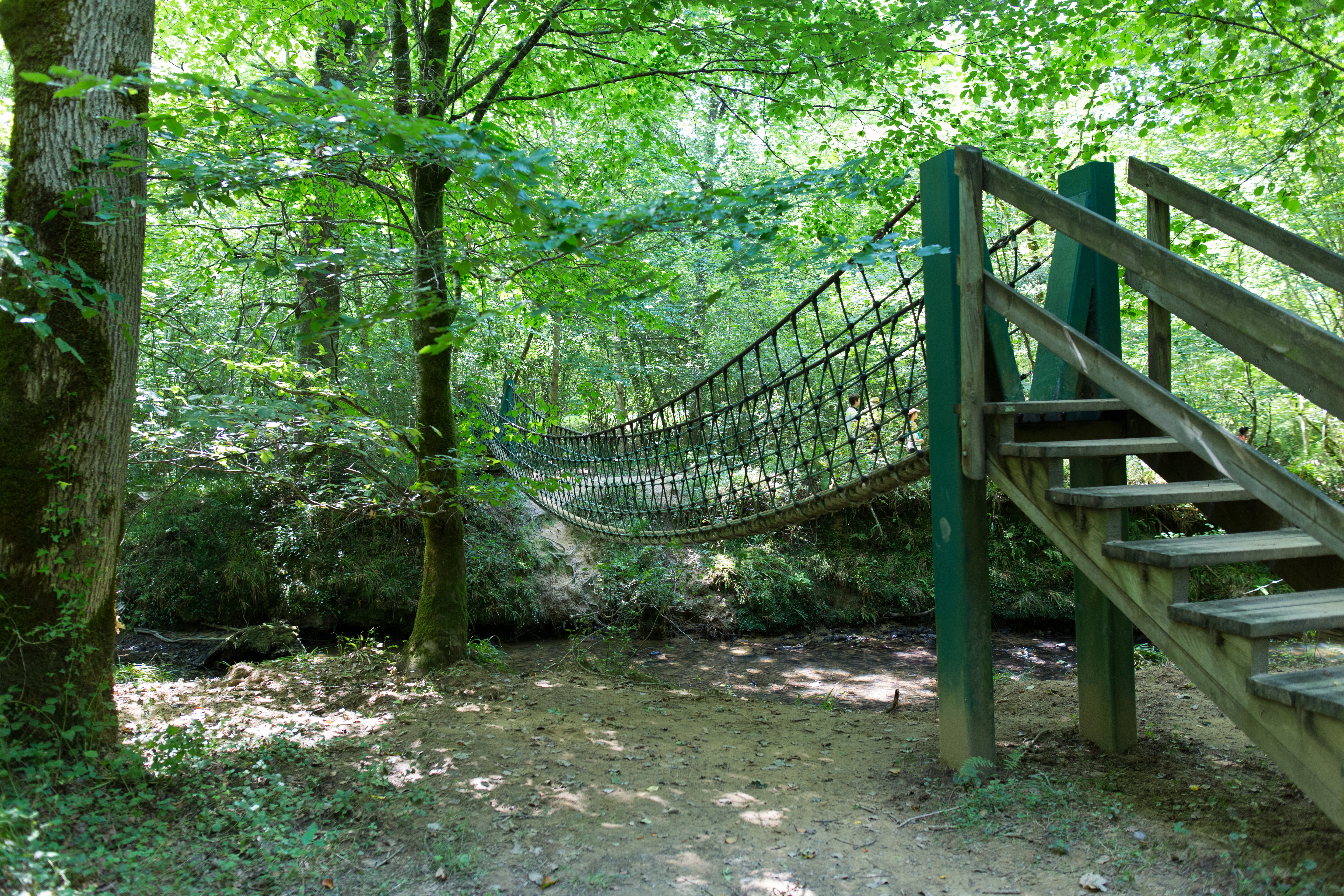
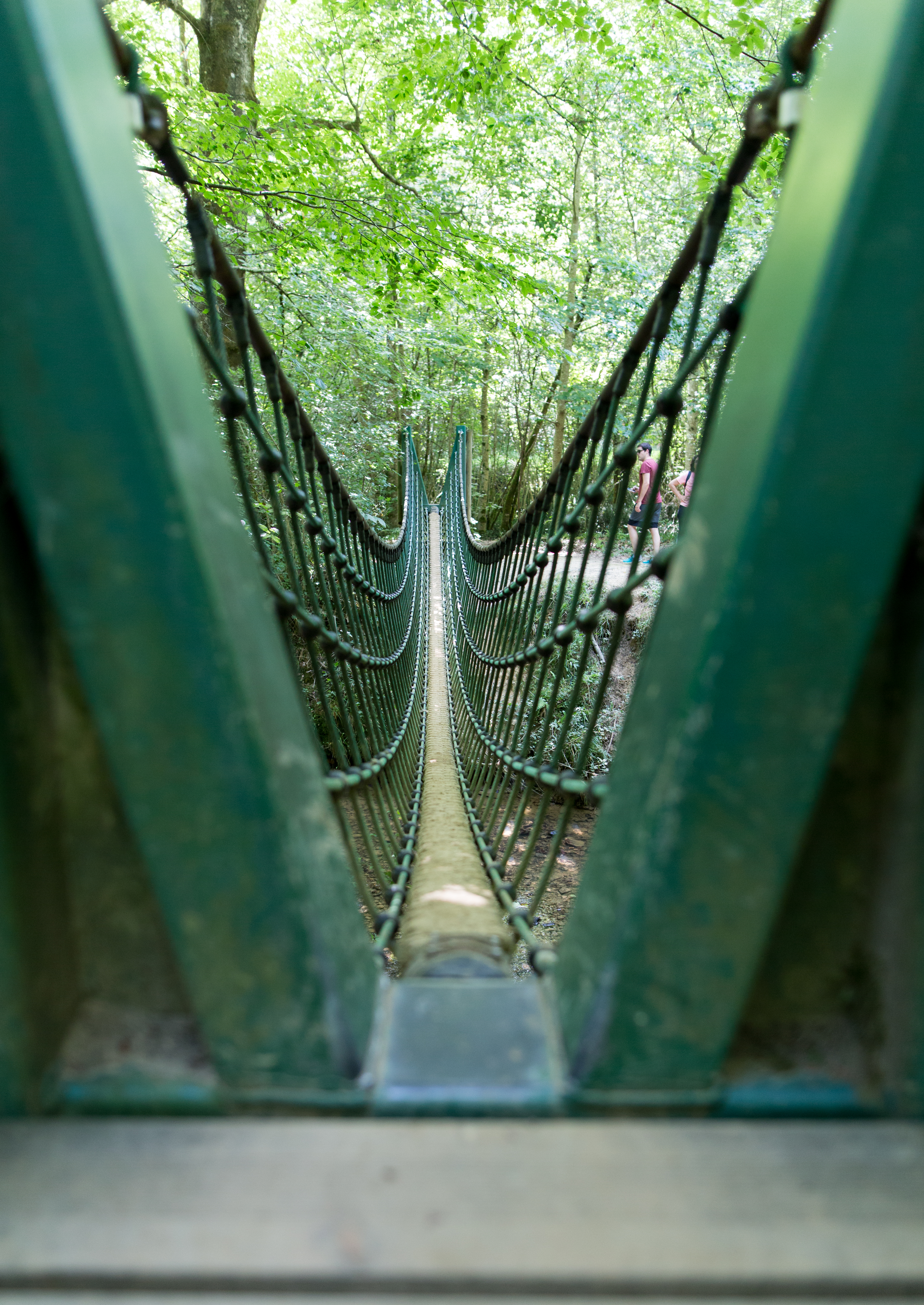
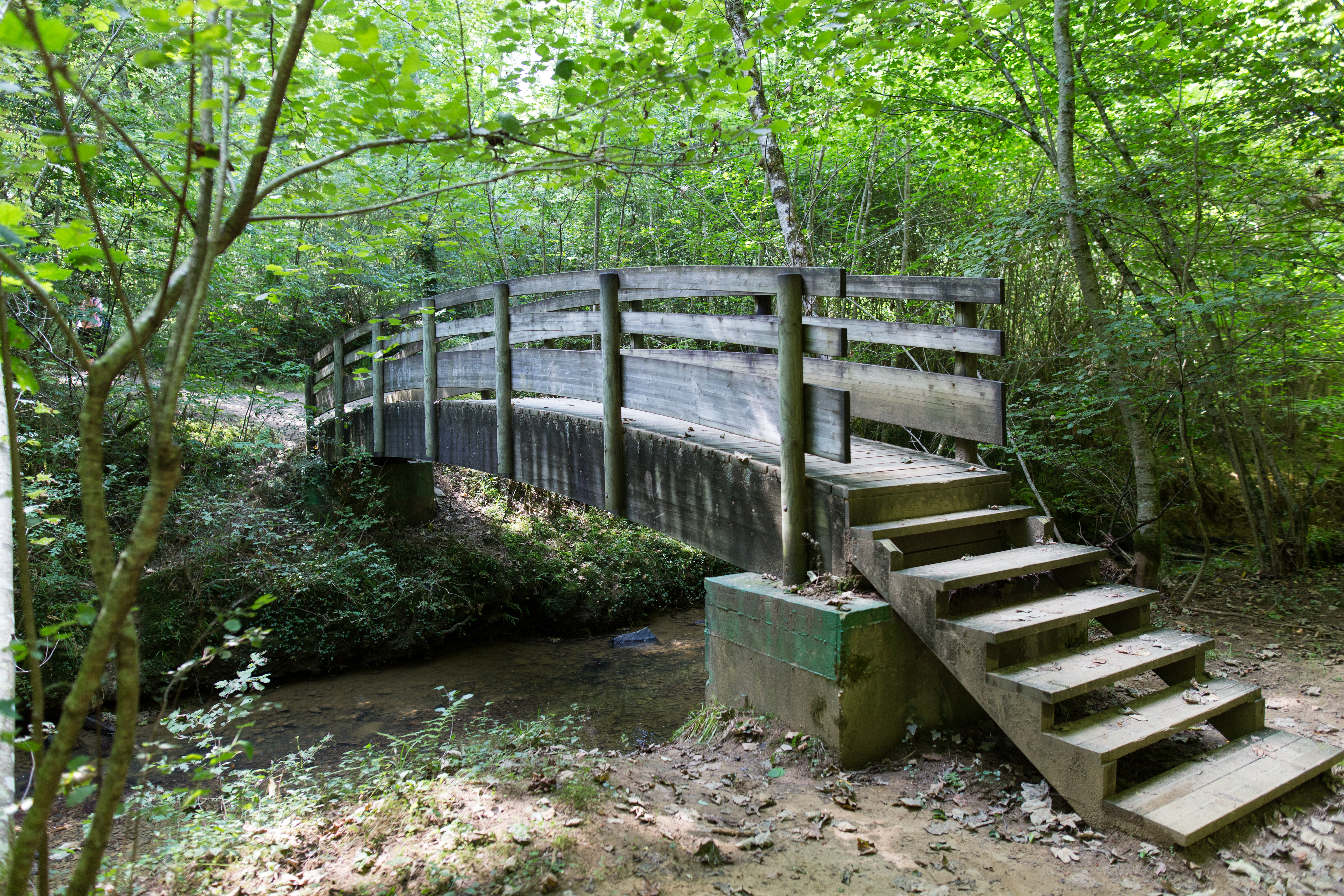

### Patrimoine religieux
L'église Saint-Jean-Baptiste date de 1670. Elle recèle un retable comprenant un tableau représentant sainte Catherine d'Alexandrie, datant du XVIIIe siècle, un retable dont le tableau représente saint Dominique recevant le rosaire des mains de la Vierge, datant également du XVIIIe siècle, et un ensemble maître autel-retable-tableau datant du premier quart du XIIIe siècle.
|  |  |

## Équipements
Éducation

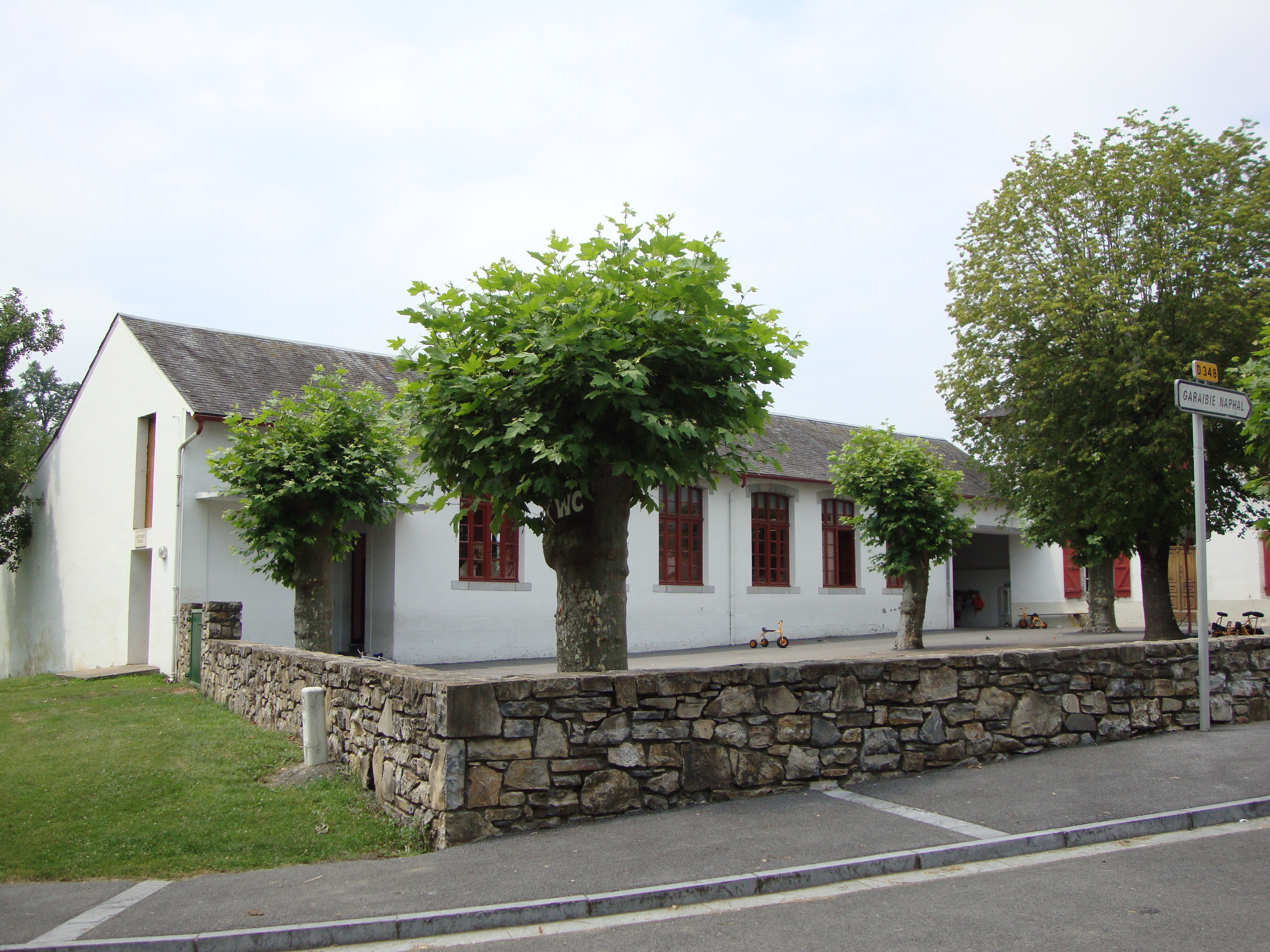
L'école.

Amorots-Succos, Masparraute, Orègue, Béguios et Arraute-Charritte se sont associées pour créer un regroupement pédagogique intercommunal (R.P.I. AMOBA).

## Personnalités liées à la commune
- Antoine-Henri Planté (vers 1600) est l’ancêtre de Francis Planté et de Gaston Planté.[réf. nécessaire]
- Jean Errecart, né à Orègue en 1909 et décédé à Paris en 1971, est un homme politique français.
- Bernadette « Itxaro » Borda, née en 1959, de la maison Oihenartia, est un célèbre écrivain basque.[réf. nécessaire]
- Cheyenne Olivier, autrice et illustratrice d'albums pour enfants et de bandes dessinées, originaire d'Orègue.

## Héraldique
| Blason de Orègue | Blason  | Écartelé: aux 1er et 4e d'azur au loup arrêté d'argent, aux 2e et 3e de gueules à trois chevrons d'or. |
| Blason de Orègue | Détails | Le statut officiel du blason reste à déterminer.                                                       |